# Kazuki Yao
Kazuki Yao (jap. 矢尾 一樹 Yao Kazuki; ur. 17 czerwca 1959 w Kanazawie) – japoński aktor głosowy i aktor. Wcześniej należał do Tokyo Actor’s Consumer’s Cooperative Society oraz był związany z Sigma Seven. Obecnie należy do agencji Max Mix.

## Filmografia

### Anime
- Astro Boy (Skunk)
- Beast Wars
- Beast Wars Neo (Saberback)
- Betterman (Bodaiju)
- Black Jack (Takashi)
- Kapitan Jastrząb – (Heffner)
- Detektyw Conan (Yōji Kuramoto, Toby Keynes, Kando, Akihiko Yaguchi, Reiji Himuro)
- Corrector Yui (Kasuga Shinichi)
- Chōjū Kishin Dancouga (Shinobu Fujiwara)
- Dankūga Nova – Fog Sweeper (Pan F.S.)
- Death Note (Shidoh)
- Demonbane (Tiberius)
- Digimon Adventure 02 (Igamon)
- Digimon Xros Wars (Zamielmon)
- F-Zero: GP Legend (Jack Levin)
- Fullmetal Alchemist (Lieutenant Yoki)
- Genesis of Aquarion (Moroha)
- Grenadier (Suirō)
- Great Teacher Onizuka (Toshiyuki Saejima)
- Gunslinger Girl (Marco)
- Hanada Shōnen Shi (dad)
- Hunter × Hunter (Majitani)
- Initial D (Kōichirō Iketani)
- Inuyasha: The Final Act (Kaō, (Flower Prince))
- Jankenman (Kamen Osodashi)
- Kaiji (Kitami)
- Shijō saikyō no deshi Ken’ichi (Takeda Ikki)
- Kenran Butohsai (odc. 18, Crawley)
- Keroro Gunsō (Zoruru)
- Kidō Senshi Gundam ZZ – Judau Ashta
- Kidō Senshi Zeta Gundam  – Gates Capa
- Maluda – Ojciec Kena
- Marchen Awakens Romance (Puss n' Boots)
- Mobile Suit Gundam 00 (Arbor Lint)
- Mobile Suit Gundam ZZ (Judau Ashta)
- Mobile Suit Zeta Gundam (Gates Capa, Addis Aziba)
- Monster Rancher (Tiger)
- NG Knight Lamune & 40 (Da Cider)
- Nerima Daikon Brothers (Prime Minister Oizuma)
- Naruto: Shippuden (Suika)
- Ninja Scroll: The Series (Kawahori)
- One Piece (Jango, Mr. 2 Bon Clay, Franky, Fake Sogeking)
- Pokémon (Tougan)
- Pretty Sammy TV (Ginji Kawai)
- Real Drive (Ayumu Fujiwara)
- Saint Seiya Omega (Taurus Harbinger)
- Sonic X (Knuckles)
- Street Fighter II V (Fei Long)
- Sweet Valerian (Stress Team)
- Tenjho Tenge (Bunshichi Tawara)
- Wedding Peach (Pluie)
- Wolverine (Hideki Kurohagi)
- Yaiba (General Mongetzu, Gekko)
- Zoids: Chaotic Century (Stinger)

### OVA
- Amon: The Apocalypse of Devilman (Zellos)
- Bastard!! (Dark Schneider)
- Gunbuster (Aim for the Top! – Top wo Nerae!) (Toren Smith)
- Arslan senki (Guibu)
- Legend of the Galactic Heroes (Warren Hughs)
- Madara (Seishinja)
- Megazone 23 (Shogo Yahagi)
- Murder Princess (Dominikov)
- Świat Talizmanu
- Ushio and Tora (Juro)

### Gry komputerowe
- Angelique (Pastha)
- Demonbane (Tiberius)
- Dynasty Warriors: Gundam (Judau Ashta)
- Dynasty Warriors: Gundam 2 (Judau Ashta)
- Initial D Arcade Stage series (Koichiro Iketani)
- Kaiser Knuckle (known outside of Japan as Global Champion) (Kazuya)
- Maji de Watashi ni Koi Shinasai! S (Chosokabe)
- One Piece (Jango, Mr. 2 Bon Clay, Franky)
- Puyo Puyo CD (Satan)
- Super Robot Wars series (Judau Ashta, Gates Capa, Fujiwara Shinobu, Fog Sweeper, Tiberius, Da Cider)
- Tales of the Abyss (Dist)
- Ys 4: The Dawn of Ys (Mīyu)

### Tokusatsu
- Ninja Sentai Kakuranger (Ninjaman/Samuraiman)
- Mirai Sentai Timeranger vs. Go Go V (Boribaru)
- Mahou Sentai Magiranger (Drake)
- Kaizoku Sentai Gokaiger (Ninjaman)(odc. 45 i 46)
- Unofficial Sentai Akibaranger (Doktor Z)
- Zyuden Sentai Kyoryuger (Debo Nagareboshi)
- B-Robo Kabutack (Denden Roller)